# کونژیتا مارسول ریارت
کونژیتا مارسول ریارت (اسپانیایی: Conxita Marsol Riart‎؛ زادهٔ ۲۷ اوت ۱۹۶۰) سیاستمدار، و وکیل اهل آندورا است که سمت شهردار آندورا لا ولا پایتخت آندورا را برعهده دارد. وی پیشتر بین سال‌های ۲۰۰۸ تا ۲۰۰۹ وزیر ریاست‌جمهوری بود. مارسول ریارت از دانشگاه بارسلونا فارغ‌التحصیل شده‌است.